# Немда (посёлок)
Немда — поселок в Уржумском районе Кировской области в составе Пиляндышевского сельского поселения.

## География
Находится в левобережье Вятки на левом берегу реки Немда на расстоянии примерно 21 километр на восток-юго-восток от районного центра города Уржум.

## История
Известна с 1926 года, когда в ней учтено дворов 5 и жителей 26, в 1950 65 и 225, в 1989 отмечено 68 жителей. 

## Население
Постоянное население  составляло 12 человек (русские 84%) в 2002 году, 3 в 2010.